# Ștefan Hrușcă

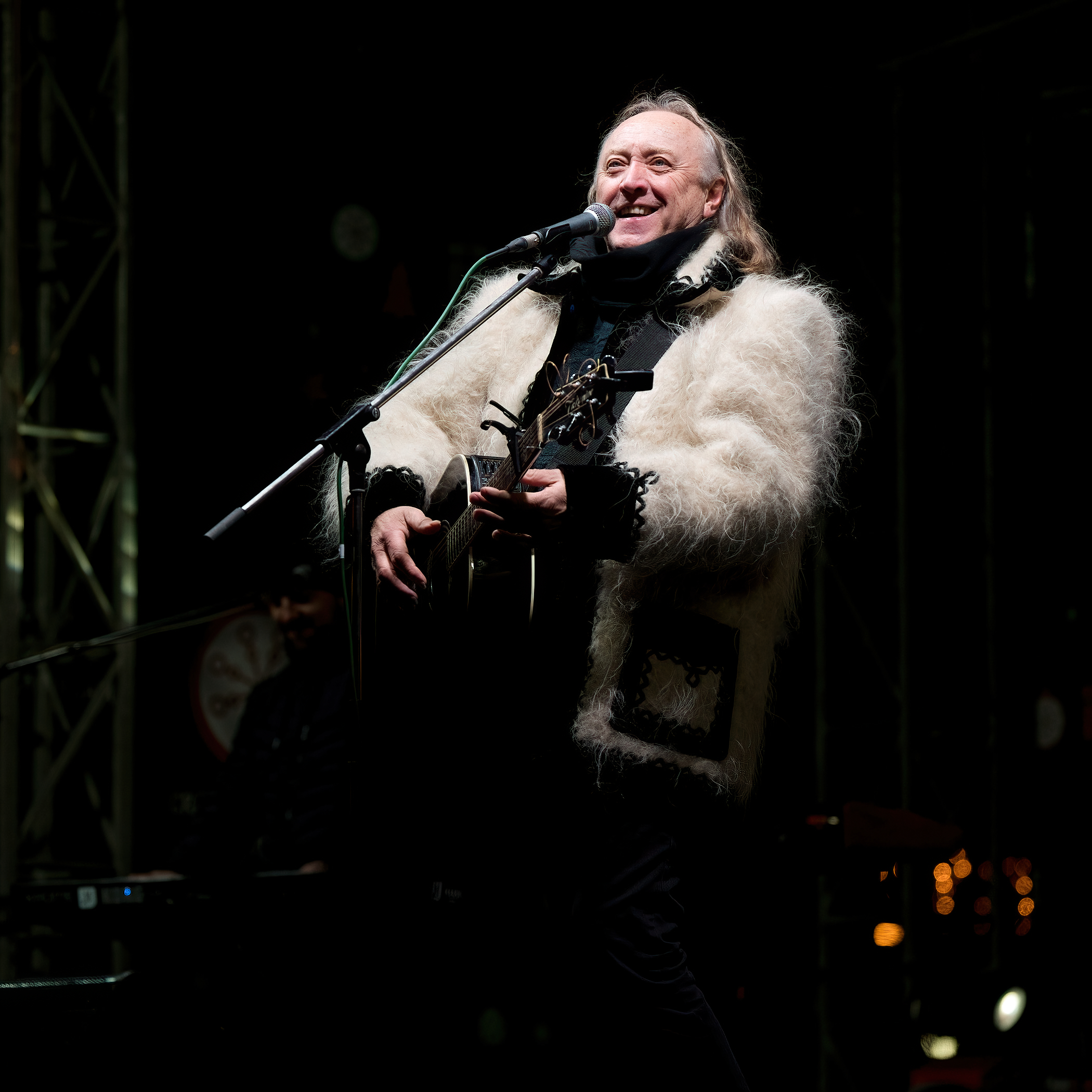
Ștefan Hrușcă în concert (2022)

Ștefan Hrușcă (n. 8 decembrie 1957, Ieud, Maramureș) este un interpret român din Maramureș de muzică folk, cunoscut publicului din România mai ales prin colindele pe care le interpretează. A debutat ca artist în anul 1981 cu Cenaclul Flacăra, până în 1984 a susținut peste 1000 de spectacole împreună cu cenaclul. Începând cu anul 1991 s-a stabilit în Toronto, Canada.

## Discografie
- Rugă pentru părinți (1982)
- Urare pentru îndrăgostiți (1986)
- Colinde I (1990)
- La săvârșitu' lumii (1993)
- Ziurel de ziurel (1995)
- Fostele iubiri (1995)
- Crăciunul cu Hrușcă (2000)
- Sfântă-i sara de Crăciun (2001)
- 20 de ani (2001)
- Iarăși flori dalbe (2005)
- Balade speciale (2007)
- La mijlocu' cerului (2012)

## Premii
- Marele Premiu al Muzicii Folk (1982)
- Premiul pentru Creație (1983)
- Premiul Discul de Aur oferit de Casa de discuri Electrecord, cu albumul „Colinde I”, pentru cele mai multe albume vândute (1991)
- Al doilea Disc de Aur pentru albumul „La săvârșitu' lumii”(1996)
- Premiul Uniunii Oamenilor de Artă pentru cele mai multe unități vândute din albumul „Ziurel de Ziurel” (1996)

## Distincții
Președintele României Ion Iliescu i-a conferit lui Ștefan Hrușcă la 10 decembrie 2004 Ordinul Meritul Cultural în grad de Cavaler, Categoria B - "Muzică", „pentru contribuțiile deosebite în activitatea artistică și culturală din țara noastră, pentru promovarea civilizației și istoriei românești”. 